# Comparação entre microblogs e serviços similares
As tabelas abaixo comparam informações gerais e técnicas de alguns notáveis serviços de microblogue ativos, bem como serviços de rede social que possuem atualizações de status.

## Informações gerais
| Serviço     | Proprietário       | Lançado                | Serviço principal                           | Licença de software | Licença de conteúdo | Multilíngue | Sem anúncios |
| ----------- | ------------------ | ---------------------- | ------------------------------------------- | ------------------- | ------------------- | ----------- | ------------ |
| Diaspora    | Código aberto      | Novembro de 2010       | rede social                                 | AGPLv3-ou-posterior | AGPLv3              | 31          | Sim          |
| Facebook    | Meta               | 4 de fevereiro de 2004 | rede social                                 | Proprietário        | próprios TOS        | 112         | Não          |
| Friendica   | Código aberto      | Julho de 2010          | rede social                                 | AGPLv3-ou-posterior | próprios TOS        | Sim         | Sim          |
| GNU social  | Código aberto      | 3 de março de 2010     | Microblogue                                 | AGPLv3-ou-posterior | CC BY 3.0           | 70          | Sim          |
| identi.ca   | Código aberto      | 2 de julho de 2008     | Microblogue                                 | Apache v2 (pump.io) | CC BY 3.0           | Sim         | Sim          |
| Mastodon    | Código aberto      | Outubro de 2016        | Microblogue                                 | AGPLv3-ou-posterior | próprios TOS        | 93          | Sim          |
| Micro.blog  | Riverfold Software | 24 de abril de 2017    | Microblogue                                 | Misto               | Misto               | Sim         | Sim          |
| Movim       | Código aberto      | Março de 2011          | rede social                                 | AGPLv3-ou-posterior | AGPLv3              | 59          | Sim          |
| Steam       | Valve Corporation  | 12 de setembro de 2003 | - Entrega de conteúdo - Rede social virtual | Proprietário        | próprios TOS        | 28          | Sim          |
| Tout        | Tout               | Abril de 2010          | Microblogue                                 | Proprietário        | próprios TOS        | Sim         | Sim          |
| Tumblr      | Automattic         | 2007                   | Microblogue                                 | Proprietário        | próprios TOS        | Sim         | Não          |
| Twister     | Código aberto      | 30 de dezembro de 2013 | Microblogue                                 | MIT & BSD           | próprios TOS        | 2:en,ru     | Sim          |
| Sina Weibo  | Sina Corporation   | Agosto de 2009         | Microblogue                                 | Proprietário        | próprios TOS        | Sim         | Não          |
| Yammer      | Yammer, Inc.       | Setembro de 2008       | Microblogue                                 | Proprietário        | próprios TOS        | Sim         | Sim          |
| X (Twitter) | X Corp.            | Agosto de 2006         | Microblogue                                 | Proprietário        | próprios TOS        | Sim         | Não          |

## Publicação e leitura
Métodos de comunicação suportados pelos serviços. Recursos adicionais podem ser fornecidos por aplicativos/serviços de terceiros, mas não estão listados aqui.
| Serviço     | Publicar via | Publicar via | Publicar via | Publicar via | Publicar via | Publicar via | Ler via | Ler via | Ler via | Ler via | Ler via | Ler via | Ler via     |
| Serviço     | Web          | XMPP         | E-mail       | SMS          | API          | Micropub     | Web     | XMPP    | E-mail  | SMS     | API     | Feed    | ActivityPub |
| ----------- | ------------ | ------------ | ------------ | ------------ | ------------ | ------------ | ------- | ------- | ------- | ------- | ------- | ------- | ----------- |
| Facebook    | Sim          | Não          | Sim          | Sim          | Sim          | Não          | Sim     | Não     | Sim     | Sim     | Sim     | Não     | Não         |
| Friendica   | Sim          | Não          | Não          | Não          | Sim          | Não          | Sim     | Não     | Não     | Não     | Sim     | Sim     | Sim         |
| GNU social  | Sim          | Sim          | Sim          | Sim          | Sim          | Não          | Sim     | Sim     | Sim     | Sim     | Sim     | Sim     | Sim         |
| Mastodon    | Sim          | Não          | Não          | Não          | Sim          | Não          | Sim     | Não     | Não     | Não     | Sim     | Sim     | Sim         |
| Micro.blog  | Sim          | Sim          | Não          | Não          | Sim          | Sim          | Sim     | Sim     | Sim     | Não     | Sim     | Sim     | Sim         |
| Movim       | Sim          | Sim          | Não          | Não          | Sim          | ?            | Sim     | Sim     | Não     | Não     | Sim     | Sim     | Não         |
| X (Twitter) | Sim          | Não          | Não          | Sim          | Sim          | Não          | Sim     | Não     | Não     | Sim     | Sim     | Sim     | Não         |